# تالاب ازگن

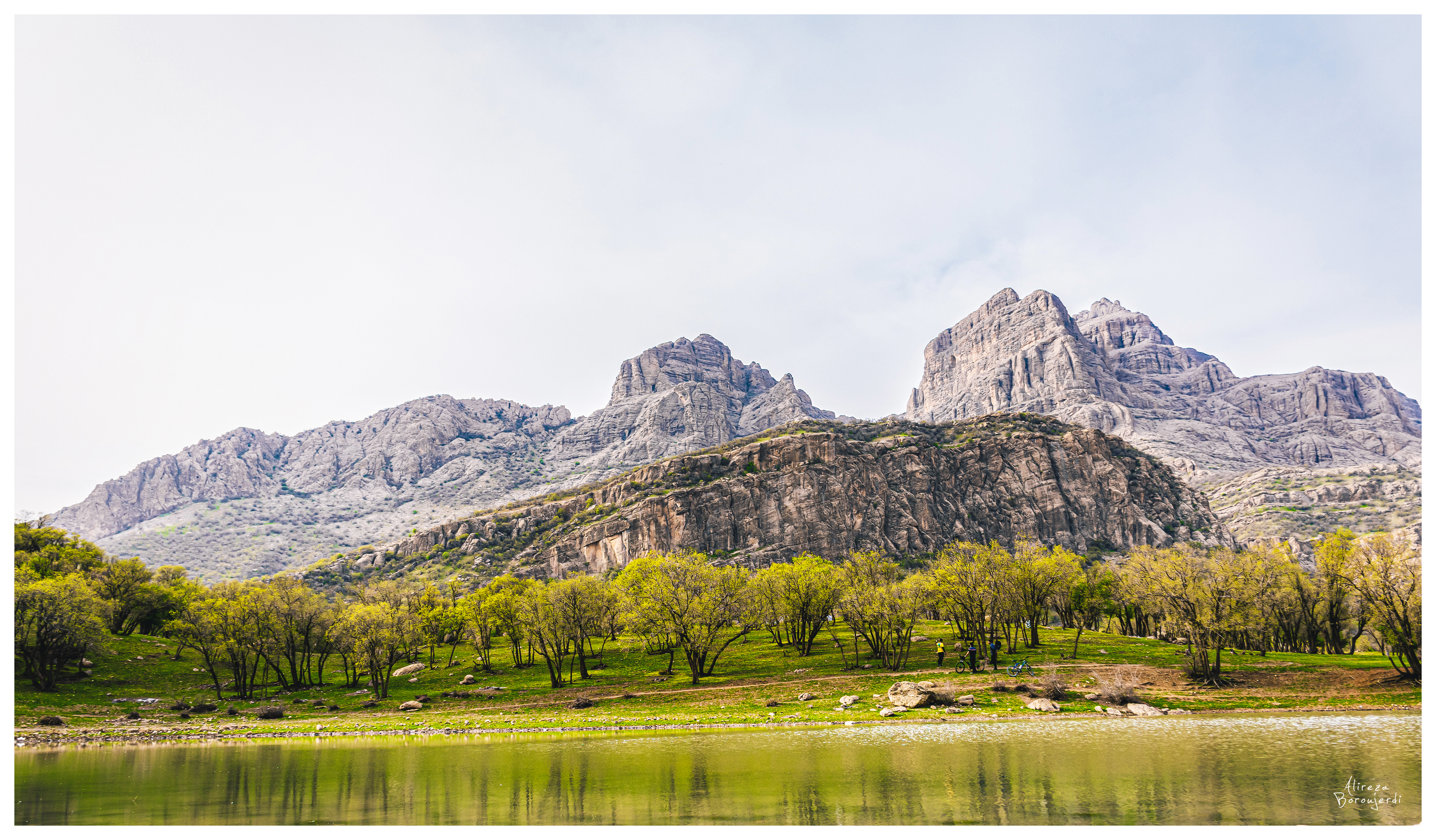
تالاب ازگن در فصل بهار

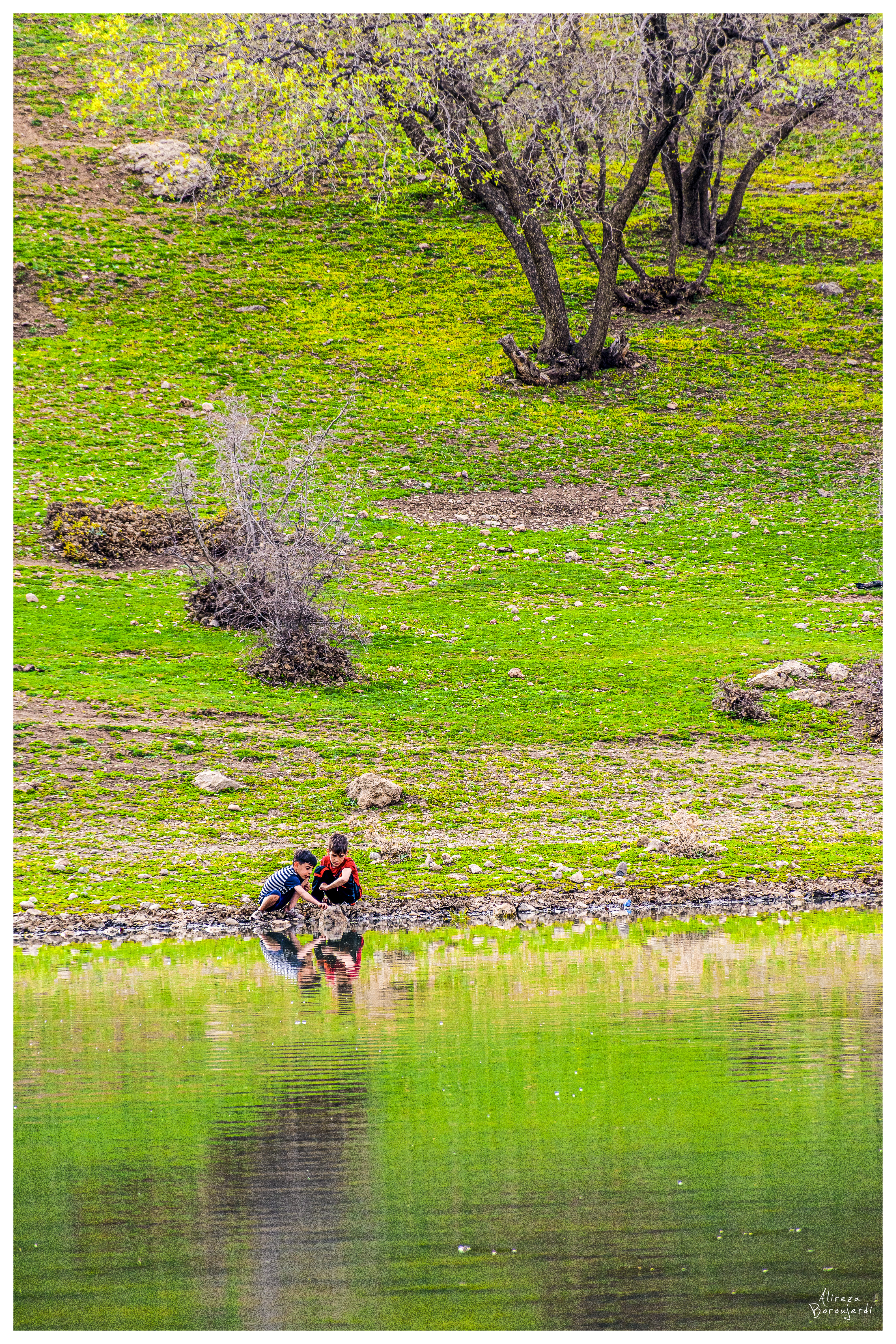
تالاب ازگن دورود

تالاب اِزگِن که به تالاب قارون نیز شناخته می‌شود، یکی از تالاب‌های استان لرستان است که در دامنه کوه پریز و کوه قارون در ۲۵ کیلومتری شهر دورود قرار گرفته‌است. این تالاب فصلی است و عموماً تا اواخر بهار آب دارد و پس از آن خشک می‌شود. این تالاب از طریق جمع شدن آب باران یا ذوب شدن برف‌ها در دامنه کوه قارون شکل گرفته و چشم‌انداز زیبایی را به‌وجود آورده‌است. بهترین زمان بازدید از این تالاب اوایل فروردین تا اوایل خرداد است و پس از آن تالاب ازگن خشک می‌شود. به خاطر آب زلال و شیرین این تالاب، در فصل بهار اسب‌های وحشی به  این تالاب جذب می‌شوند و زیبایی تالاب با حضورشان هزاران برابر می‌شود.
مسیر دسترسی به تالاب از طریق راه آهن در ایستگاه چم چید و همچنین جاده پیر عبدالله است.

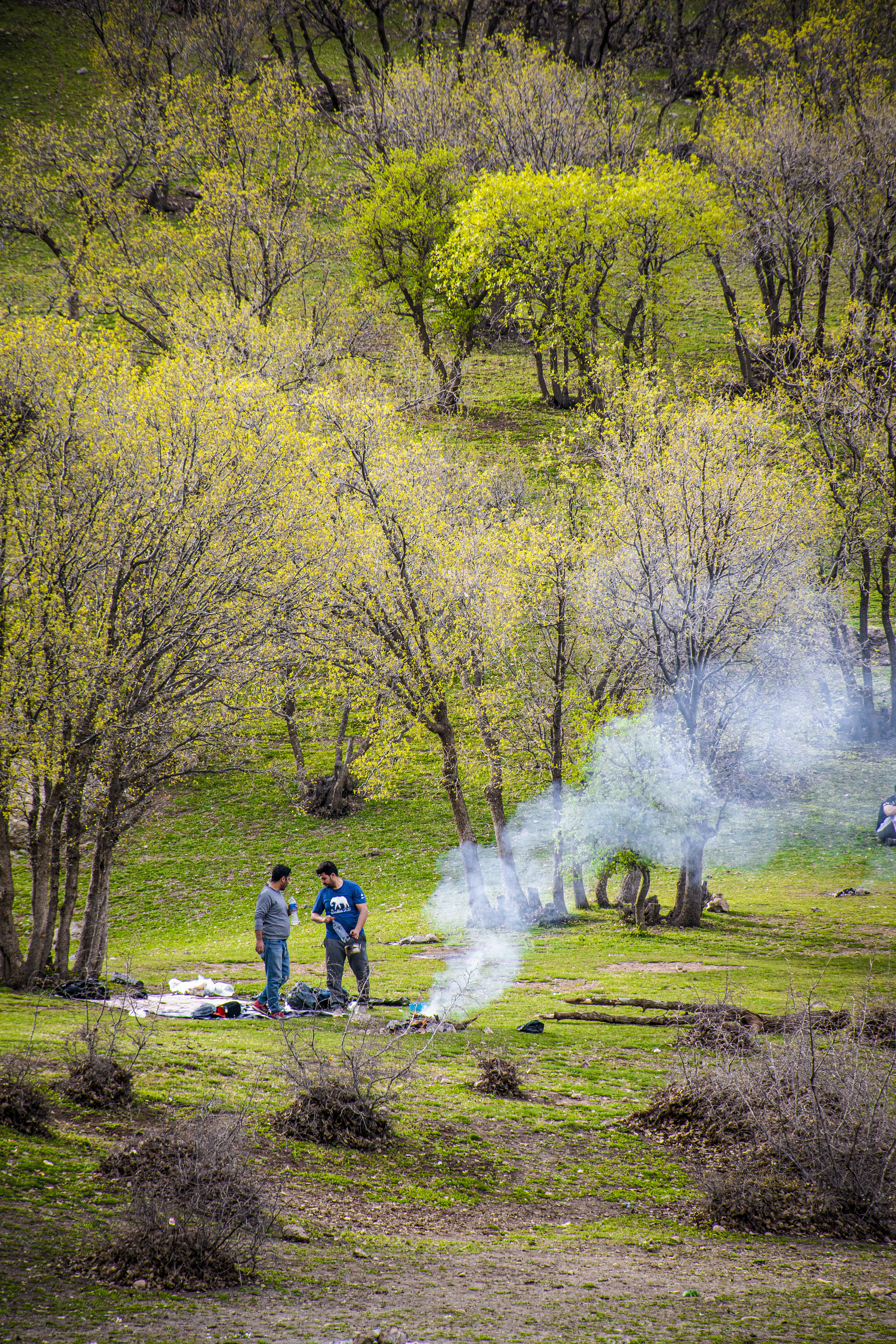
تالاب ازگن